# Samurang
Die Samurang (Hanja: 士武郞) waren nach Ansicht verschiedener Organisationen und Anhängern des Haidong Gumdo, einer koreanischen Kampfkunst, Krieger aus Goguryeo, die später eine Rolle spielten in der Entstehung der japanischen Samurai-Kaste. Es gibt jedoch keine historischen Beweise für ihre Existenz und einen derartigen Einfluss. Wahrscheinlich beruhen die Behauptungen auf einer vorsätzlichen falschen Etymologie (Volksetymologie). Die World Haidong Gumdo Federation hat den Begriff „Samurang“ in einigen Ländern markenrechtlich schützen lassen.

## Geschichte entsprechend der World Haidong Gumdo Federation
Nach der World Haidong Gumdo Federation waren die Samurang eine Gruppe ausgewählter Krieger, die um 300 v. Chr. im alten Königreich Goguryeo entstanden. Angeblich wurden sie von General Yu Yu in den kriegerischen Künsten ausgebildet. Schwerpunkte wären Schwertkampf, Patriotismus, Kindliche Pietät und der Respekt vor den Älteren gewesen. Sie hätten sich in der Folgezeit zu einer enorm leistungsfähigen militärischen Kraft entwickelt und dienten zum Höhepunkt von Goguryeo auch als militärische Berater.
Ihre Ära endete um 670 n. Chr., als politische Änderungen sie aus der Regierung ausschlossen. Einige von ihnen sollen in einem Dojang (Dōjō) in der Nähe des Samji-Sees bei dem Berg Beakdu von Meister Sul Bong weiter in den Kampfkünsten ausgebildet worden sein. Es wird behauptet, dass Sul Bong nur den besten seiner Schüler den Titel Samurang gab. Die World Haidong Gumdo Federation verleiht, diesem folgend, diesen Titel innerhalb ihres Graduierungssystems. Ebenfalls wird das Dojang, in dem der höchste Meister in einem Land lehrt, als Samurang bezeichnet. In der Regel ist dies das erste Dojang, das in einem Land errichtet wurde.
Die Vereinigung behauptet weiter, dass einige Samurang nach Japan übersiedelten und sich dort, der einfacheren Aussprache wegen, Samurai nannten. Diese Behauptung ist jedoch unbelegt und widerspricht dem Stand der Wissenschaft.

## Kontroverse
Es gibt keine bekannten historischen Dokumente, die all diese Behauptungen belegen könnten. Das Fehlen jeglicher schriftlicher Aufzeichnungen muss als extrem unwahrscheinlich angesehen werden, wenn die Samurang wirklich eine so bedeutende Rolle über 970 Jahre innehatten. Tatsächlich gibt es keine Beweise, dass das Wort „Samurang“ vor dem 20. Jahrhundert verwendet wurde.
Der Baekdu-Berg ist seit dem 20. Jahrhundert ein Symbol des koreanischen Nationalismus. Die Verbindung von Goguryeo und den Samurang könnte also später absichtlich geschaffen worden sein.
Grundlagenwissen der historischen chinesischen Phonologie und der japanischen Sprache machen einen Zusammenhang der Worte „Samurang“ und „Samurai“ sehr unwahrscheinlich. Haidong Gumdo prägte das Wort Samurang, indem es die drei chinesischen Schriftzeichen 士, 武 und 郞 so kombinierte, dass es im modernen Koreanisch ähnlich klingt wie „Samurai“. Im modernen Japanisch würde dies aber als *shiburō ausgesprochen, in alter Aussprache etwa *tʃiburau. Beides unterscheidet sich deutlich von Samurai. Hinzu kommt, dass die Etymologie des Wortes „Samurai“ als geklärt gilt. Diese Herkunftserklärung wird in Japan als unwahrscheinlich angesehen, aber von einigen Koreanern geglaubt.